# Guayubín
Guayubín är en kommun i Dominikanska republiken.   Den ligger i provinsen Monte Cristi, i den nordvästra delen av landet, 190 km nordväst om huvudstaden Santo Domingo. Antalet invånare i kommunen är cirka 36 000.